# Tàngara verda
La tàngara verda (Tangara florida) és un ocell de la família dels tràupids (Thraupidae).

## Hàbitat i distribució
Habita la selva pluvial, clars, vegetació secundària i matolls de les terres baixes a Costa Rica, Panamà, oest de Colòmbia, a vessant del Pacífic i nord de l'Equador.